# Will Potter

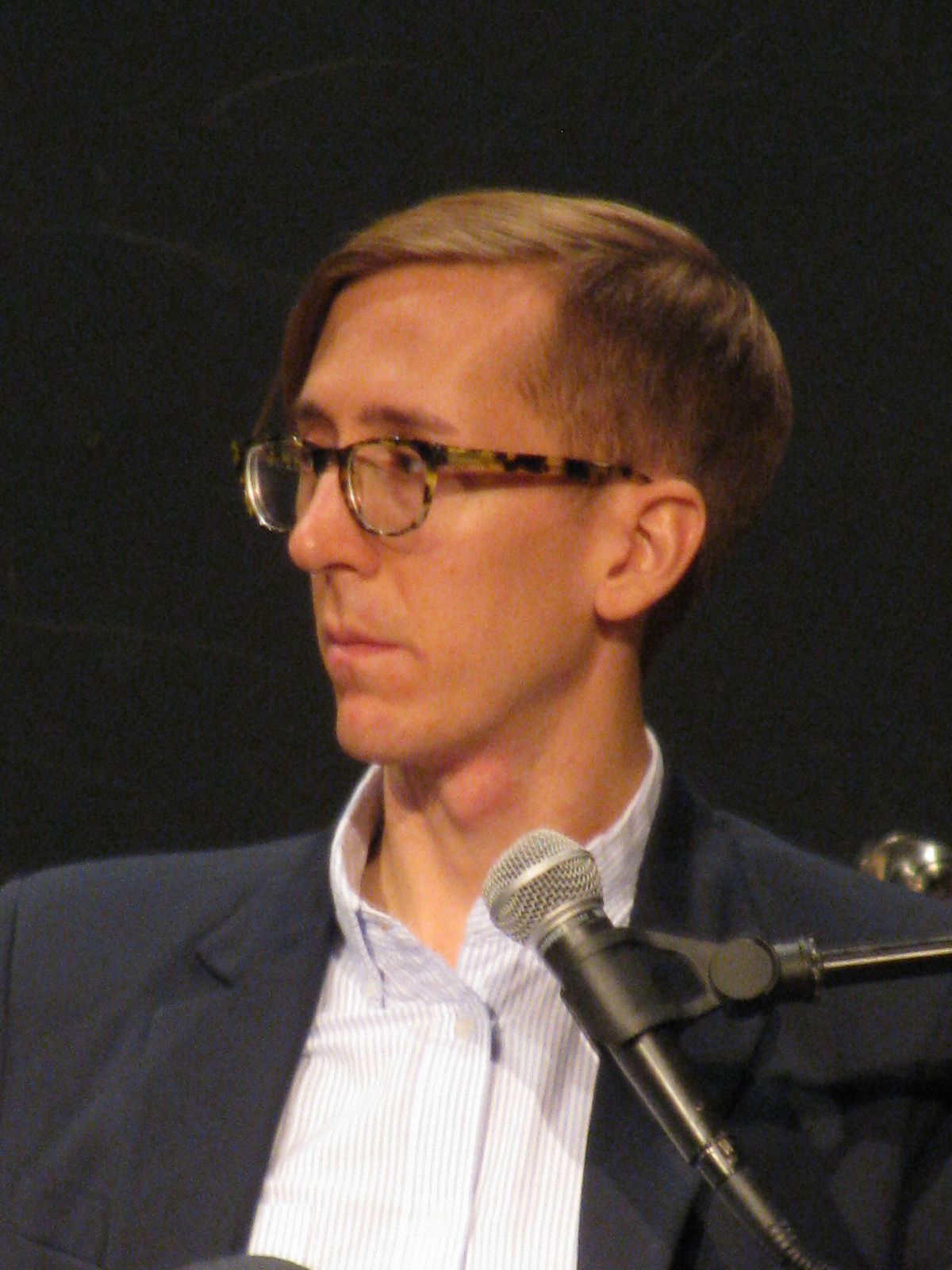
Will Potter, 2013

Will Potter (* 1980) ist ein US-amerikanischer unabhängiger Journalist, der Texte zu Freiheitsrechten im Hinblick auf den War on Terrorism, insbesondere dem sogenannten Ökoterrorismus, veröffentlicht. Er war Zeuge vor dem Kongress der Vereinigten Staaten bei der Anhörung zum Animal Enterprise Terrorism Act (AETA) 2006. Er publizierte unter anderem in der Washington Post, im Chicago Tribune, in Legal Affairs, Le Monde und Rolling Stone und tritt als Redner in der Öffentlichkeit, etwa an der Harvard Law School oder der Universität Innsbruck, auf. In einem Vortrag bei TED beschreibt er Communication Management Units in U.S.-Amerikanischen Gefängnissen.

## Leben
Potter schloss die Johns Hopkins University mit einem Master of Arts in „Writing“ (deutsch: Schreiben) ab und erwarb danach einen Abschluss Cum laude in Journalismus.
Während der für den Chicago Tribune arbeitete schloss er sich Stop Huntingdon Animal Cruelty (SHAC) an und wurde für „Trespassing“ (etwa: Hausfriedensbruch) verhaftet. In der Folge wurde durch FBI-Agenten versucht, ihn als Informanten über SHAC anzuwerben – mit der Drohung, ihn im Falle von abgelehnter Zusammenarbeit auf die Watch list für „Domestic terrorism“ (deutsch: innerstaatlicher Terrorismus) zu schreiben. Als Reaktion beschäftigt sich Potter mit der Frage, wieso die Umweltbewegung in jüngerer Geschichte der Red Scare ähnlichen Methoden ausgesetzt ist. Potter verwendet dafür den Begriff Green Scare.

### Auszeichnungen
- 2000: „Mark of Excellence Award“ der Society of Professional Journalists[3]
- 2007: „Outstanding Investigative Journalism“ (deutsch: Herausragender investigativer Journalismus) des Project Censored[4]

## Veröffentlichungen
- Will Potter: Green is the new red: an insiders account of a social movement under siege. (PDF) City Lights Books, San Francisco, ISBN 978-0-87286-538-9.